# Вулиця Ревуцького (Львів)
Вулиця Ревуцького — вулиця у Франківському районі міста Львова, в місцевості Кульпарків. Сполучає вулиці Миколи Аркаса та Ковалева.

## Історія та забудова
Вулиця прокладена у 1930-х роках, разом із сусідніми вулицями мала створити невеликий мікрорайон, де планувалося збудувати індивідуальні будинки для офіцерів та урядовців. У 1936 році отримала офіційну назву — вулиця Жеґлярска. Після встановлення радянської окупації у Львові, 1946 року була перейменована на вулицю Матроську. Сучасна назва вулиці Ревуцького походить з 1993 року, на пошану українського композитора Льва Ревуцького.
Вулиця Ревуцького забудована переважно одно- та двоповерховими будинками у стилі конструктивізм 1930-х—1950-х років.